# Palmarés da Bigla Pro Cycling Team
A equipa de ciclismo profissional dinamarquesa Bigla-Katusha (e suas anteriores denominações) tem tido durante toda a sua história as seguintes vitórias:

## Cervélo-Bigla Pro Cycling Team

### 2017

#### UCI WorldTour
| Datas        | Corridas                            | Vencedora     |
| 26 de março  | Gante-Wevelgem                      | Lotta Lepistö |
| 5 de julho   | 6.ª etapa do Giro d'Italia Feminino | Lotta Lepistö |
| 13 de agosto | Open de Suède Vargarda              | Lotta Lepistö |

#### Calendário UCI Feminino
| Datas          | Corridas                                                                         | Vencedora             |
| 11 de março    | Setmana Ciclista Valenciana                                                      | Cecilie Uttrup Ludwig |
| 22 de março    | Através de Flandres                                                              | Lotta Lepistö         |
| 28 de abril    | Prólogo do Festival Elsy Jacobs (CRI)                                            | Ashleigh Moolman      |
| 21 de maio     | 5.ª etapa da Emakumeen Euskal Bira                                               | Ashleigh Moolman      |
| 21 de maio     | Emakumeen Euskal Bira                                                            | Ashleigh Moolman      |
| 26 de maio     | La Classique Morbihan                                                            | Ashleigh Moolman      |
| 27 de maio     | Grande Prêmio de Plumelec-Morbihan Feminino                                      | Ashleigh Moolman      |
| 23 de julho    | Cascade Cycling Classic                                                          | Allie Dragoo          |
| 8 de setembro  | Prólogo do Premondiale Giro Toscana Int. Femminile-Memorial Michela Fanini (CRI) | Lisa Klein            |
| 10 de setembro | 2.ª etapa do Premondiale Giro Toscana Int. Femminile-Memorial Michela Fanini     | Ashleigh Moolman      |
| 10 de setembro | Premondiale Giro Toscana Int. Femminile-Memorial Michela Fanini                  | Ashleigh Moolman      |
| 19 de novembro | Telkom 947 Cycle Challenge                                                       | Ashleigh Moolman      |

#### Campeonatos nacionais
| Datas          | Corridas                                         | Vencedora             |
| 9 de fevereiro | Campeonato da África do Sul Contrarrelógio (CRI) | Ashleigh Moolman      |
| 16 de junho    | Campeonato da Finlândia Contrarrelógio (CRI)     | Lotta Lepistö         |
| 17 de junho    | Campeonato da Finlândia em Estrada               | Lotta Lepistö         |
| 22 de junho    | Campeonato da Dinamarca Contrarrelógio (CRI)     | Cecilie Uttrup Ludwig |
| 24 de junho    | Campeonato da Suíça em Estrada                   | Nicole Hanselmann     |
| 24 de junho    | Campeonato da Alemanha em Estrada                | Lisa Klein            |

### 2018

#### UCI WorldTour
| Datas       | Corridas                      | Vencedora     |
| 17 de junho | 5.ª etapa do The Women's Tour | Lotta Lepistö |

#### Calendário UCI Feminino
| Datas         | Corridas                                                                         | Vencedora        |
| 25 de maio    | La Classique Morbihan                                                            | Ashleigh Moolman |
| 26 de maio    | Grande Prêmio de Plumelec-Morbihan                                               | Ashleigh Moolman |
| 7 de setembro | Prólogo do Premondiale Giro Toscana Int. Femminile-Memorial Michela Fanini (CRI) | Lotta Lepistö    |

#### Campeonatos nacionais
| Datas       | Corridas                                     | Vencedora             |
| 21 de junho | Campeonato da Bélgica Contrarrelógio (CRI)   | Ann-Sophie Duyck      |
| 27 de junho | Campeonato da Suíça Contrarrelógio (CRI)     | Nicole Hanselmann     |
| 28 de junho | Campeonato da Dinamarca Contrarrelógio (CRI) | Cecilie Uttrup Ludwig |
| 29 de junho | Campeonato da Finlândia Contrarrelógio (CRI) | Lotta Lepistö         |
| 30 de junho | Campeonato da Finlândia em Estrada           | Lotta Lepistö         |

## Bigla Pro Cycling

### 2019

#### UCI WorldTour
| Datas       | Corridas                             | Vencedora       |
| 12 de julho | 8.ª etapa do Giro de Itália Feminino | Elizabeth Banks |

#### Calendário UCI Feminino
| Datas         | Corridas                            | Vencedora             |
| 26 de maio    | Grande Prêmio Cham-Hagendorn        | Julie Leth            |
| 1 de junho    | Grande Prêmio de Plumelec-Morbihan  | Cecilie Uttrup Ludwig |
| 7 de junho    | 3.ª etapa do Tour de Bretanha (CRI) | Mikayla Harvey        |
| 11 de agosto  | 3.ª etapa do Tour de Escócia        | Leah Thomas           |
| 11 de agosto  | Tour de Escócia                     | Leah Thomas           |
| 20 de outubro | Chrono des Nations (CRI)            | Leah Thomas           |

#### Campeonatos continentais
| Datas     | Corridas                                      | Vencedora   |
| 1 de maio | Campeonato Pan-Americano Contrarrelógio (CRI) | Leah Thomas |

## Equipa Paule Ka

### 2020

#### UCI WorldTour
| Datas          | Corridas                             | Vencedora       |
| 14 de setembro | 4.ª etapa do Giro de Itália Feminino | Elizabeth Banks |

#### Calendário UCI Feminino
| Datas           | Corridas                                 | Vencedora              |
| 25 de janeiro   | Gravel and Tar A Femme                   | Niamh Fisher-Black     |
| 20 de fevereiro | 1.ª etapa da Setmana Ciclista Valenciana | Emma Cecilie Norsgaard |
| 23 de fevereiro | 4.ª etapa da Setmana Ciclista Valenciana | Leah Thomas            |

#### Campeonatos nacionais
| Datas           | Corridas                                           | Vencedora              |
| 16 de fevereiro | Campeonato da Nova Zelândia em Estrada             | Niamh Fisher-Black     |
| 12 de julho     | Campeonato da Suíça Contrarrelógio (CRI)           | Marlen Reusser         |
| 20 de agosto    | Campeonato da República Checa Contrarrelógio (CRI) | Nikola Nosková         |
| 23 de agosto    | Campeonato da Dinamarca em Estrada                 | Emma Cecilie Norsgaard |